# Hyposidra
Hyposidra är ett släkte av fjärilar. Hyposidra ingår i familjen mätare.

## Dottertaxa tillHyposidra, i alfabetisk ordning[1]
- Hyposidra afflictaria
- Hyposidra agrealesaria
- Hyposidra albibasis
- Hyposidra albifera
- Hyposidra albifurcata
- Hyposidra albipunctata
- Hyposidra albomacularia
- Hyposidra alfuraria
- Hyposidra anaugeta
- Hyposidra apicifulva
- Hyposidra apioleuca
- Hyposidra aquilaria
- Hyposidra australis
- Hyposidra bombycaria
- Hyposidra caesia
- Hyposidra castaneorufa
- Hyposidra corticata
- Hyposidra davidaria
- Hyposidra deceptatura
- Hyposidra decipiens
- Hyposidra diffusata
- Hyposidra excavata
- Hyposidra flaccida
- Hyposidra gracilis
- Hyposidra grisea
- Hyposidra humiferata
- Hyposidra incomptaria
- Hyposidra infixaria
- Hyposidra infusata
- Hyposidra ingrata
- Hyposidra innotata
- Hyposidra janiaria
- Hyposidra kala
- Hyposidra khasiana
- Hyposidra lactemaculata
- Hyposidra lactiflua
- Hyposidra leptosoma
- Hyposidra leucomela
- Hyposidra lignata
- Hyposidra lutosaria
- Hyposidra maculipennis
- Hyposidra murina
- Hyposidra myciterna
- Hyposidra neglecta
- Hyposidra nigrata
- Hyposidra nigricosta
- Hyposidra nigrivincula
- Hyposidra nivitacta
- Hyposidra nubilosa
- Hyposidra pallida
- Hyposidra pallidiplaga
- Hyposidra picaria
- Hyposidra plagosa
- Hyposidra polia
- Hyposidra prunicolor
- Hyposidra purpurea
- Hyposidra rauca
- Hyposidra rigusaria
- Hyposidra rufoochracea
- Hyposidra ruptifascia
- Hyposidra salebrata
- Hyposidra schistacea
- Hyposidra siccifolia
- Hyposidra subfasciata
- Hyposidra successaria
- Hyposidra talaca
- Hyposidra tetraspila
- Hyposidra ulnata
- Hyposidra umbrosa
- Hyposidra unimacula
- Hyposidra vampyraria
- Hyposidra variabilis
- Hyposidra violascens
- Hyposidra virgata
- Hyposidra vittata